# Аскеров, Зияфет Аббас оглы
Зияфет Аббас оглы Аскеров (азерб. Ziyafət Abbas oğlu Əsgərov, род. 24 октября 1963 года, в селе Нижняя Узуноба, Бабекского района, Нахичеванской АССР) — первый вице-спикер Милли Меджлиса — парламента Азербайджана III созыва, депутат IV, V, VI и VII созывов, кандидат юридических наук, профессор.

## Биография
Окончил с отличием юридический факультет Азербайджанского государственного университета. Кандидат юридических наук, профессор. Автор одной учебника и многочисленных учебных пособий. Владеет русским и французским языками. Входил в рабочую группу Комиссии по созданию первой Конституции Азербайджанской Республики 1995 года. Член комиссии по борьбе с коррупцией при Совете Управления Государственной Службой Азербайджанской Республики.
С 1990 года работал преподавателем, старшим преподавателем, доцентом, заместителем заведующего кафедрой, заместителем декана юридического факультета БГУ. В настоящее время профессор кафедры конституционного права юридического факультета Бакинского государственного университета. Женат. Отец двоих детей.

## Политическая карьера
Является членом политического совета партии «Ени Азербайджан». Был депутатом Милли Меджлиса Азербайджанской Республики первого и второго созывов. 24 ноября 2004 года был избран вице-спикером парламента, а также являлся председателем постоянной комиссии по вопросам безопасности и обороны.
6 ноября 2005 года был избран депутатом Милли Меджлиса третьего созыва от 76-го Ленкорань-Астаринского избирательного округа. Со 2 декабря 2005 года первый вице-спикер парламента. Вновь стал председателем постоянной комиссии по вопросам безопасности и обороны. Глава азербайджанской делегации в Парламентской ассамблее НАТО.
В сентября 2024 года на парламентских выборах в Азербайджане 1 сентября одержал победу в Шарур-Садаракском избирательном округе №1. Официально стал депутатом Милли Меджлиса Азербайджана седьмого созыва, первое заседание которого состоялось 23 сентября 2024 года.  

## Награды
- Орден «Честь» (23 октября 2023 года) — за многолетнюю плодотворную деятельность в общественно-политической жизни Азербайджанской Республикой[3].
- Орден «Слава» (23 октября 2013 года) — за активное участие в общественно-политической жизни Азербайджанской Республики[4].
- Орден «Содружество» (24 ноября 2016 года, Межпарламентская ассамблея СНГ) — за активное участие в деятельности Межпарламентской Ассамблеи и её органов, вклад в укрепление дружбы между народами государств — участников Содружества Независимых Государств[5].
- Медаль «МПА СНГ. 25 лет» (27 марта 2017 года, Межпарламентская ассамблея СНГ) — за заслуги в деле развития и укрепления парламентаризма, за вклад в развитие и совершенствование правовых основ функционирования Содружества Независимых Государств, укрепление международных связей и межпарламентского сотрудничества[6].